# Csákány Zsuzsa
Csákány Zsuzsa (Budapest, 1949. szeptember 11. –) Balázs Béla-díjas (1998) vágó.

## Életpályája
Szülei Csákány György radiológus professzor (1920–2003) és Csákány Márta szinkronrendező (1920–2006) voltak. Bátyja Csákány M. György szülész-nőgyógyász (1946–2022). 1971–1974 között a Színház- és Filmművészeti Főiskola filmvágó szakán tanult. 1973-tól a Mafilm vágójaként dolgozott.

## Magánélete
1981-ben házasságot kötött Jancsó Miklós filmrendezővel. Egy fiuk született: Dávid (1982).

## Filmjei
- A határozat (1972)
- Zenés TV Színház (1972)
- Tűzoltó utca 25. (1973)
- Csínom Palkó (1973)
- Álmodó ifjúság (1974)
- Holnap lesz fácán (1974)
- Bástyasétány '74 (1974)
- Istenmezején 1972-73-ban (1975)
- Hajdúk (1975)
- Pókfoci (1976)
- Budapesti mesék (1977)
- A kétfenekű dob (1978)
- Magyar rapszódia I.-II. (1979)
- Allegro Barbaro (1979)
- Vasárnapi szülők (1979)
- Bizalom (1979)
- A trombitás (1979)
- Faustus doktor boldogságos pokoljárása (1980)
- A zsarnok szíve, avagy Boccaccio Magyarországon (1981)
- Mephisto (1981)
- Kabala (1982)
- Boszorkányszombat (1983)
- Redl ezredes (1985)
- Harmadik jelenlét (1986)
- Csók, Anyu (1986)
- Szörnyek évadja (1987)
- Hanussen (1988)
- Jézus Krisztus horoszkópja (1988)
- Ismeretlen ismerős (1989)
- Isten hátrafelé megy (1991)
- Jó éjt, királyfi (1993)
- Szeressük egymást gyerekek! (1996)
- Hősök tere 1-2. (1997)
- Nekem lámpást adott kezembe az Úr Pesten (1999)
- Kínai védelem (1999)
- Jadviga párnája (2000)
- Anyád! A szúnyogok (2000)
- Utolsó vacsora az Arabs Szürkénél (2001)
- Tíz perc: cselló (2002)
- Kelj fel, komám, ne aludjál! (2002)
- Rinaldó (2003)
- Európából Európába (2004)
- A mohácsi vész (2004)
- A miskolci boniésklájd (2004)
- Rokonok (2005)
- Ede megevé ebédem (2006)
- Utolsó jelentés Annáról (2009)
- Oda az igazság (2010)
- Ármány és szerelem Anno 1951 (2011)

## Díjai, elismerései
- Balázs Béla-díj (1998)
- A Magyar Érdemrend lovagkeresztje (2005)[forrás?]
- A Magyar Érdemrend tisztikeresztje (2010)[forrás?]

## Származása
| Csákány Zsuzsa (Budapest, 1949. szept. 11.–) | Apja: Csákány György (Kolozsvár, 1920. jún. 26.– 2003. szept. 20.) orvos   | Apai nagyapja: Csákány Dezső (kb. 1946-ig Grünwald Dezső) (Cece, 1893. júl. 19.– Budapest, 1963. júl. 10.) orvos | Apai nagyapai dédapja: Grünwald Adolf (1862– Budapest, 1912. jan. 30.) szabómester |
| Csákány Zsuzsa (Budapest, 1949. szept. 11.–) | Apja: Csákány György (Kolozsvár, 1920. jún. 26.– 2003. szept. 20.) orvos   | Apai nagyapja: Csákány Dezső (kb. 1946-ig Grünwald Dezső) (Cece, 1893. júl. 19.– Budapest, 1963. júl. 10.) orvos | Apai nagyapai dédanyja: Schmiedeg Ilona (1871 – 1946)                              |
| Csákány Zsuzsa (Budapest, 1949. szept. 11.–) | Apja: Csákány György (Kolozsvár, 1920. jún. 26.– 2003. szept. 20.) orvos   | Apai nagyanyja: Simon Zsófia (Magyarlápos, 1897. ápr. 10.– Budapest, 1973. nov. 10.)                             | Apai nagyanyai dédapja: Simon Lipót                                                |
| Csákány Zsuzsa (Budapest, 1949. szept. 11.–) | Apja: Csákány György (Kolozsvár, 1920. jún. 26.– 2003. szept. 20.) orvos   | Apai nagyanyja: Simon Zsófia (Magyarlápos, 1897. ápr. 10.– Budapest, 1973. nov. 10.)                             | Apai nagyanyai dédanyja: Lázár Pepi                                                |
| Csákány Zsuzsa (Budapest, 1949. szept. 11.–) | Anyja: Csákány Márta (Budapest, 1921. febr. 17.– Budapest, 2006. jún. 16.) | Anyai nagyapja: Steiner Sámuel (Eger, 1885. jún. 7.– Budapest, 1964. máj. 16.) sapkakészítő                      | Anyai nagyapai dédapja: Steiner Gábor                                              |
| Csákány Zsuzsa (Budapest, 1949. szept. 11.–) | Anyja: Csákány Márta (Budapest, 1921. febr. 17.– Budapest, 2006. jún. 16.) | Anyai nagyapja: Steiner Sámuel (Eger, 1885. jún. 7.– Budapest, 1964. máj. 16.) sapkakészítő                      | Anyai nagyapai dédanyja: Rosenberg Magdolna                                        |
| Csákány Zsuzsa (Budapest, 1949. szept. 11.–) | Anyja: Csákány Márta (Budapest, 1921. febr. 17.– Budapest, 2006. jún. 16.) | Anyai nagyanyja: Goldstein Ilona (Nagyvárad, 1896. jún. 26. – ?)                                                 | Anyai nagyanyai dédapja: Goldstein Sámuel                                          |
| Csákány Zsuzsa (Budapest, 1949. szept. 11.–) | Anyja: Csákány Márta (Budapest, 1921. febr. 17.– Budapest, 2006. jún. 16.) | Anyai nagyanyja: Goldstein Ilona (Nagyvárad, 1896. jún. 26. – ?)                                                 | Anyai nagyanyai dédanyja: Fohrmann Emília                                          |